# 가미아가타정
가미아가타정(上県町)은 규슈의 북쪽 앞바다에 해당하는 쓰시마 북부 서안에 있던 정이다. 가미아가타군에 속해 있었다.
2004년 3월 1일에 합병으로 쓰시마시의 일부가 되었다. 덧붙여 쓰시마시 성립 후의 주소 표기에서는 「가미아가타마치」로 읽는 방법이 변경되었다.

## 기본 정보
- 면적 : 157.71㎢
- 인구 : 4,293 명
- 인구 밀도 : 제곱킬로미터 당 27.2 명
- 인접 지자체 : 가미쓰시마정, 미네정
- 정목 : 삼나무
- 정화 : 동백꽃

## 연혁
- 1908년 4월 1일 : 도서정촌제 시행에 의해  니타촌과 사스나촌이 성립하였다.
- 1955년 4월 15일 : 니타촌과 사스나촌을 신설 합병해 가미아가타정이 성립하였다.
- 2004년 3월 1일 : 미쓰시마정, 도요타마정, 미네정, 가미쓰시마정, 이즈하라정과 합병, 시로 승격해 쓰시마시가 되어 가미아가타정은 소멸하였다.

## 명소
- 쓰시마 야생생물 보호센터

## 교육
중학교
- 가미카타마치 이나 중학교
- 가미카타 정립 닌타 중학교
- 가미카타마치 히사하라 중학교
- 가미카타 정립 사호 중학교
- 가미카타 정립 사스나 중학교

초등학교
- 가미카타마치 이나 초등학교
- 가미카타 정립 닌타 초등학교
- 가미카타마치 히사하라 초등학교
- 가미카타 정립 사고 초등학교